# Office Sway
Office Swayは2015年8月に発表されたMicrosoft Office製品群のプレゼンテーションソフトウェアである。Microsoft アカウント所持者のみが、各自のローカル環境のコンテンツ、またはFacebook・OneDrive・YouTube・Mixcloud・Infogr.amなどの文章・映像・音声などを組み合わせて発表用ウェブサイトを作成できる。
Microsoftのサーバとアカウントで紐付いており、Office Onlineから ウェブブラウザやウェブアプリケーション、 Windows 10以降やiOSのアプリにて閲覧編集が可能。Android、Windows Phoneアプリは現在開発中だったが、2024年5月現在リリースされた形跡がない。